# Поляны (Жупранский сельсовет)
Поляны (бел. Паля́ны) — деревня в Ошмянском районе Гродненской области Белоруссии. В составе Жупранского сельсовета.

## География
Ближайшие населённые пункты Гринцы, Жвирблишки, Люговщина, Полянки и др.
Пролегает дорога Н6332.

## История

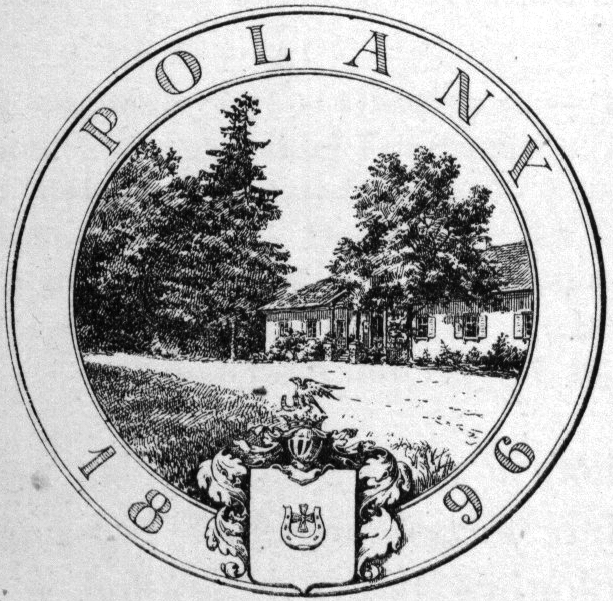
Усадьба Янковских

Поляны известны как родовая усадьба Янковских.  
Деревянная часовня под титулом Св. Анны на местном кладбище была построена в 1810 году (дата на кирпиче пола). Это односрубное безапсидное святилище в стиле классицизма, главный фасад сделан в виде четырехколонного портика, в самом левом интеркалюмнии которого подвешен колокол. Интерьер перекрыт плоской подшивной столью, пол кирпичный, над входом хоры на двух столбах. Часовня действует и сегодня. 
Во время восстания Костюшко 26 апреля (7 мая) 1794 года возле деревни произошла битва.
В 1905 году в Ошмянском уезде Полянской волости Виленской губернии.

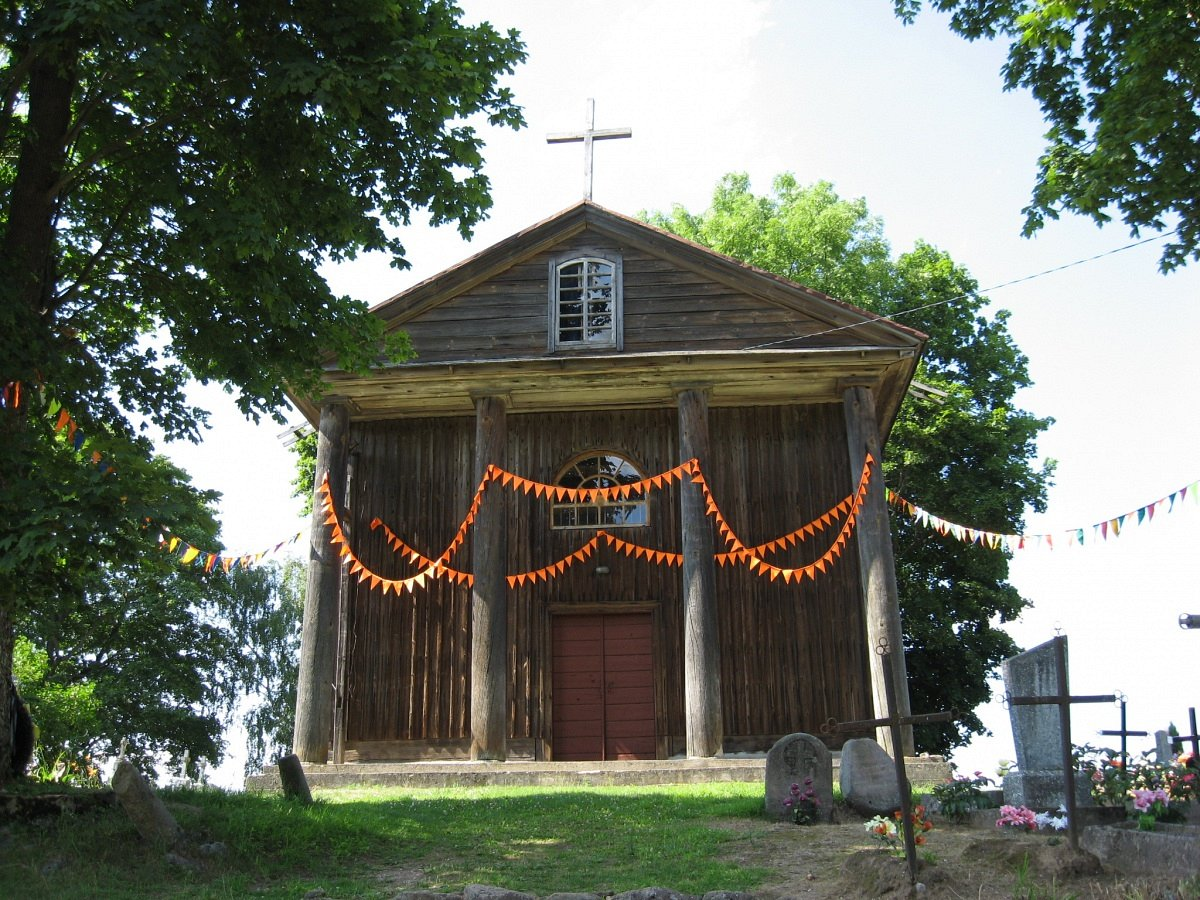
Часовня Святой Анны

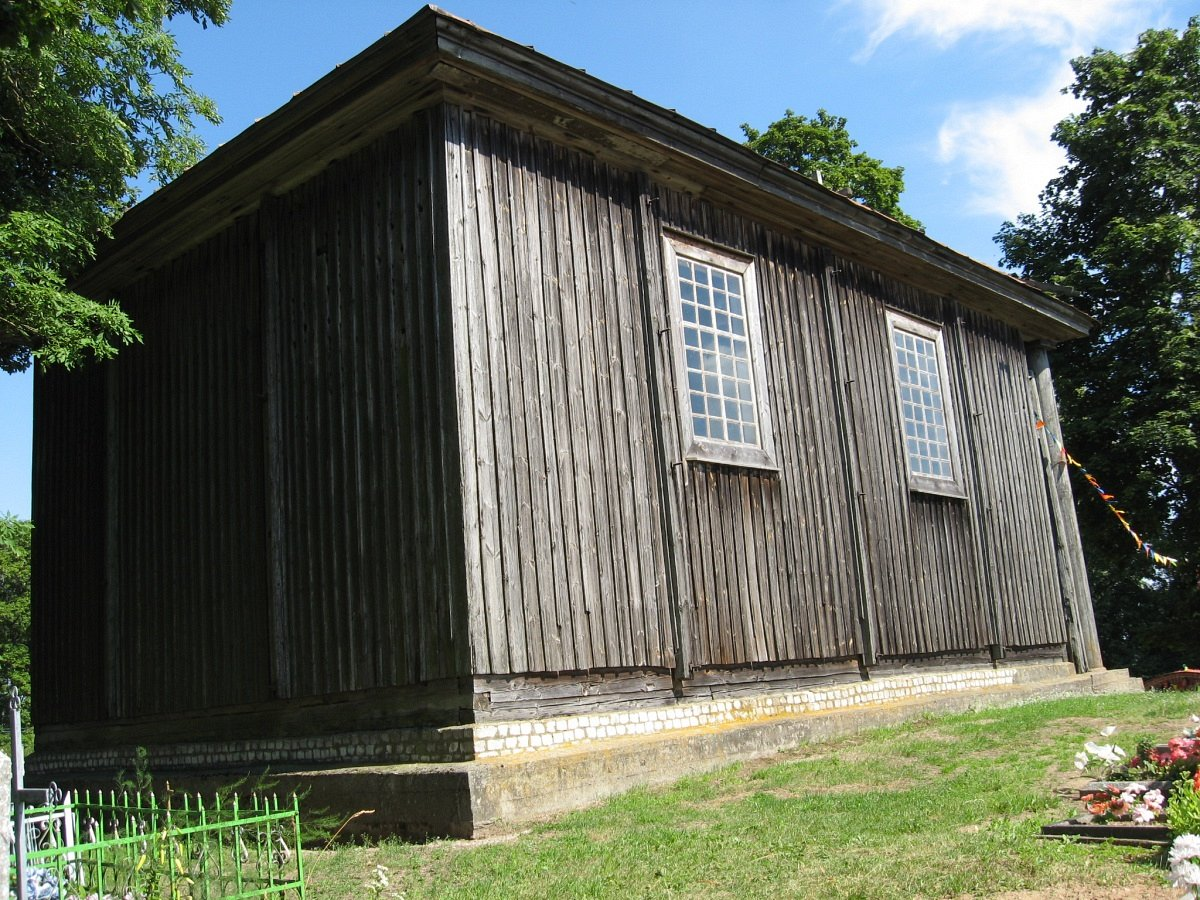
Часовня Святой Анны. Вид с боку

В 1940—1988 годах центр Полянского сельсовета.

## Население

### Численность
- 2009 год — 187 жителей

### Динамика
- 1999 год — 220 жителей (перепись населения)
- 2009 год — 187 жителей (перепись населения)[2]

## Достопримечательность
- Католическая часовня Святой Анны (1810)[4] —  Историко-культурная ценность Республики Беларусь, шифр 413Г000773
- Усадьба Янковских (XIX в.)

### Памятник, скульптура
- Памятник Воинам-землякам[5]

### Утраченное наследие
- Памятник времён II Польской Республики (Битва под Полянами)